# Al-Qadr
Al-Qadr (arabisch سورة القدر ‚Bestimmung‘) ist die 97. Sure des Korans. Sie ist eine Sure aus Mekka und besteht aus lediglich 5 Versen. Nach traditioneller Auffassung handelt sie von der Nacht, in der der Koran herabgesandt wurde.
Dies soll im Monat Ramadan geschehen sein, siehe Lailat al-Qadr.
Nach islamischer Überlieferung wird das Rezitieren dieser Sure von Gott gleich vergolten, als ob der Leser den Monat Ramadan gefastet und Lailatu 'l-Qadr mit Gottesdiensten verbracht habe.

## Text der Sure
Die Übersetzung von Rudi Paret lautet:
1. Wir haben ihn (d. h. den Koran) in der Nacht der Bestimmung hinabgesandt.
2. Aber wie kannst du wissen, was die Nacht der Bestimmung ist?
3. Die Nacht der Bestimmung ist besser als tausend Monate.
4. Die Engel und der Geist kommen in ihr mit der Erlaubnis ihres Herrn hinab, lauter Logos(wesen).
5. Sie ist (voller) Heil (und Segen), bis die Morgenröte sichtbar wird (w. aufgeht).

## Belege
1. ↑  Adel Theodor Khoury: Der Koran. Übersetzt und kommentiert von Adel Theodor Khoury. Gütersloher Verlagshaus, Gütersloh 2007, ISBN 978-3-579-08023-9, S. 580.
2. ↑  Rudi Paret: Der Koran. 10. Auflage. W. Kohlhammer Verlag, Stuttgart 2007, ISBN 978-3-17-019829-6 (eingeschränkte Vorschau in der Google-Buchsuche).